# Konrad Weichert
Konrad Weichert (* 20. März 1934 in Kauern; † 8. Februar 2003 in Rostock) war ein deutscher Segelsportler, der für die Deutsche Demokratische Republik antrat.
Der gelernte Vulkaniseur und Kranfahrer betrieb seinen Sport für den SC Empor Rostock. In der 5,5-Meter-Klasse war er mehrfach DDR-Meister und segelte bereits hier mit Paul Borowski und Karl-Heinz Thun zusammen. Mitte der 1960er Jahre wechselten sie zur olympischen Drachenklasse, in der sie 1969 ihren einzigen Meistertitel gewannen.
Die Drachen-Crew Borowski, Weichert und Thun gewann die Bronzemedaille bei den Segel-Europameisterschaften 1968 und bei den Olympischen Spielen 1968 in Acapulco. Nach Europameisterschaftssilber 1969 gewann die Crew 1970 und 1972 den Europameistertitel. Bei den Olympischen Spielen 1972 in Kiel erhielten die drei Rostocker die Silbermedaille hinter dem australischen Boot.
Konrad Weicherts jüngerer Bruder Herbert Weichert nahm 1972 an den olympischen Segelwettbewerben teil, Konrads Sohn Holger war ebenfalls Regattasegler.